# Cambyses I
Cambyses I theo tiếng Ba Tư cổ là Kambujiya Già (khoảng 600 TCN ‐ 559 TCN) là vua của Anshan từ khoảng 580 TCN – 559 TCN, là cha của Cyrus Đại Đế. Tên của ông, Cambyses là cách gọi theo tiếng Latin.

## Tiểu sử
Cambyses là một thành viên ban đầu của Triều đại Achaemenid. Ông dường như là cháu cố nội của người sáng lập Vương triều, Achaemenes, cháu nội của Teispes của Anshan và là con của Cyrus I của Anshan. Bác của ông là vua Ariaramnes của Ba Tư, và anh họ của ông là Arsames của Ba Tư.
Theo Herodotus, Cambyses là một "người đàn ông có gia đình hạnh phúc và đức tính trầm lặng". Ông trị vì dưới cương vị chúa tể của Astyages, vua xứ Media. Theo sử sách, ông cưới công chúa Mandane xứ Media, con gái của Astyages và công chúa Aryenis xứ Lydia. Vợ ông được xem là cháu gái của cả Cyaxares xứ Media và Alyattes II xứ Lydia. Kết quả của cuộc hôn nhân này là sự ra đời của người kế vị ông: Cyrus Đại đế. Theo Nicolas xứ Damacus, tên khi sinh của ông là Atradates, và ông đã bị thương nặng rồi hi sinh sau đó trong trận biên giới Ba Tư nơi ông, cùng với con trai ông, chống lại Astyages. Trận chiến này xảy ra khoảng 551 TCN, và theo sử liệu thì thi hài ông đã được an táng trong một ngôi mộ lớn.
Theo Herodotus, sở dĩ Astyages chọn ông làm con rể là vì vua Media cho rằng Cambyses không thể là kẻ đe dọa ngai vàng Media. Tuy nhiên, Cyrus II sau này đã lật đổ ông ngoại mình và khởi đầu đế quốc Ba Tư.